# Rivières d'argent (film)
Rivières d'argent est un film documentaire québécois réalisé par Michel Gauthier, sorti en 2002.
Le film a été produit par Les Productions du Rapide-Blanc.

## Synopsis
Depuis mai 2001, il était devenu possible au Québec pour des promoteurs privés d'exploiter le potentiel hydroélectrique de certaines chutes sur les rivières. Le film analyse les enjeux d'une telle pratique. Le comédien Gaston Lepage nous transporte sur les sites que certains désirent voir exploiter, mais que d'autres veulent conserver à titre de patrimoine inviolable. 
Le film se questionne à savoir qui sont les bénéficiaires des petites centrales privées et remet en question le type de choix fait par le gouvernement du Québec permettant cette exploitation des cours d'eau.

## Fiche technique
- Titre :
- Réalisation : Michel Gauthier
- Production : Nicole Hubert
- Scénario : Michel Gauthier
- Photographie : Serge Giguère
- Musique :  Claude Léveillée
- Genre : Film documentaire
- Durée : 50 minutes
- Tourné au Québec, en couleur